# 韩山师范学院
23°39′31″N 116°39′42″E / 23.65861°N 116.66167°E
韩山师范学院是中国广东省的一所省属公办本科师范学院。校址在广东省潮州市，是广东省创建国家教师教育创新实验区建设单位，为联合国教科文组织中国创业教育联盟理事单位。

## 历史
- 韩山师范学院的前身为光绪二十九年（1903年）成立的惠潮嘉师范学堂，当时，清政府在各地推行新式学堂。中华民国建立以后，惠潮嘉师范学堂又多次易名。中华人民共和国成立以后，学校于1958年升格为专科层次的汕头韩山师范专科学校；但在大跃进结束后，韩师师专于1963年改为韩山师范学校；1969年，韩山师范学校与汕头地区教师进修学校合并成为汕头地区师范学校。1978年，经国务院同意，复办韩山师范专科学校，由广东省人民政府主管。[2][3]

- 1993年，韩山师范专科学校升格成本科层次的师范类院校“韩山师范学院”。1998年4月，该校被中华人民共和国教育部列为具有学士学位授予权的院校。
- 2000年，韩山师范学院开始先后与华南师范大学、广州大学等院校联合培养硕士研究生。
- 2001年，接收原潮州市师范学校，并将其易名为“韩山师范学院潮州师范分院”，简称“潮师”，成为韩山师范学院旗下的二级学院。潮师行政上隶属于潮州市教育局，但招生和教育质量由韩山师范学院管理与监督。潮师学生属于韩山师范学院，而教职工仍属于潮州市教育局。

- 2009年，韩山师范学院与潮州市人民政府共建了潮学研究院，并作为重点学科；[4]2014年，该校在官塘镇新建分校区“陶瓷学院”，2015年易名“韩东校区”。[5]2018年，韩山师范学院与华南师范大学、广州大学、广东技术师范学院、岭南师范学院等11所本科高校同时获广东省教育厅确立为“广东省创建国家教师教育创新实验区”立项大学。[6]
- 2018年12月，成为广东省硕士学位授予立项建设单位；[7]2024年3月22日，入选广东申请新增硕士学位授予单位推荐高校；[8]9月，韩山师范学院附属三饶中学揭牌；[9]同月，韩山师范学院获批成为2023年度审核增列硕士学位授予单位，拥有教育、资源与环境、生物与医药三个专业硕士点。[10][11]

## 校区

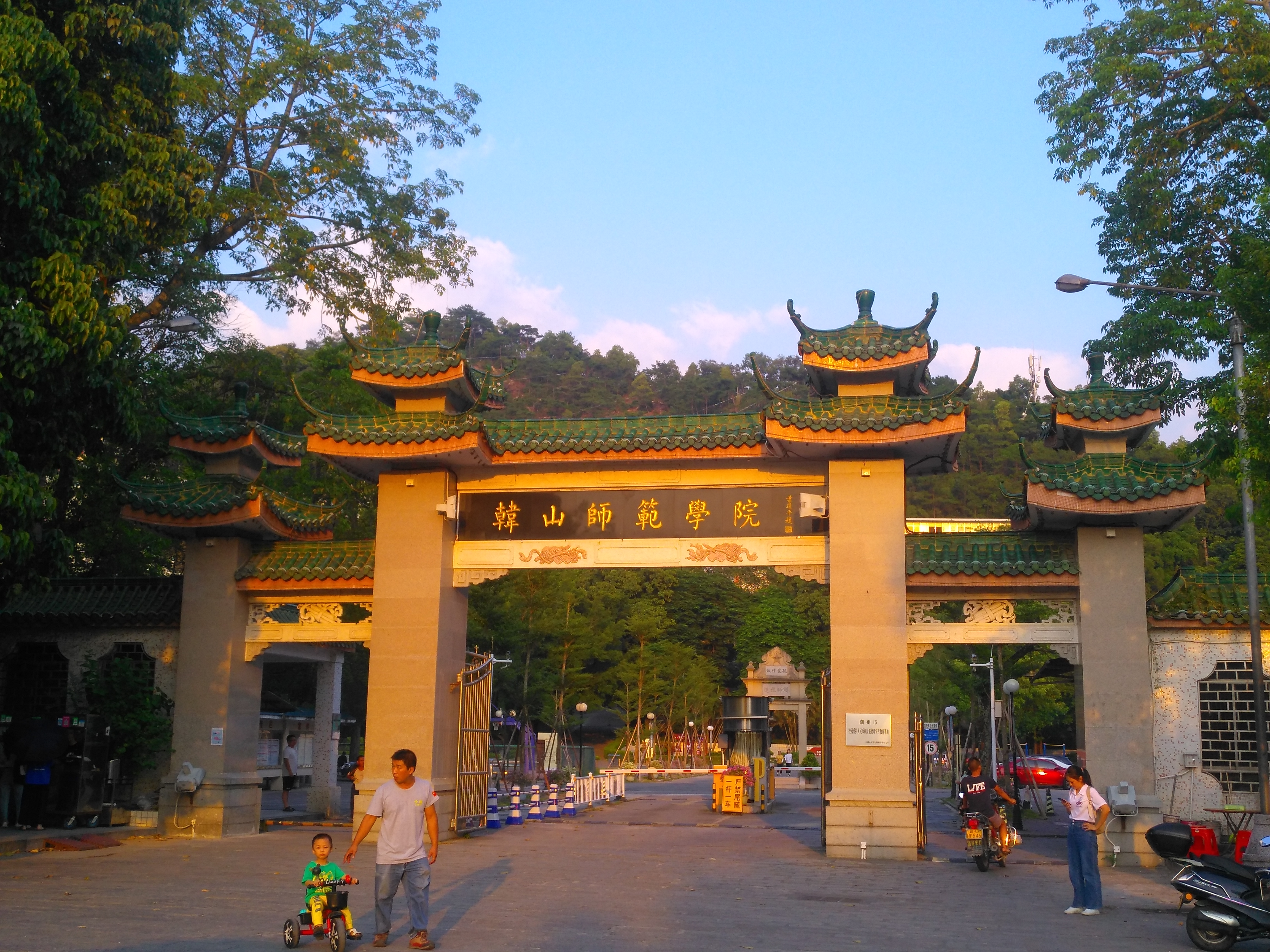
韩山师范学院西区大门

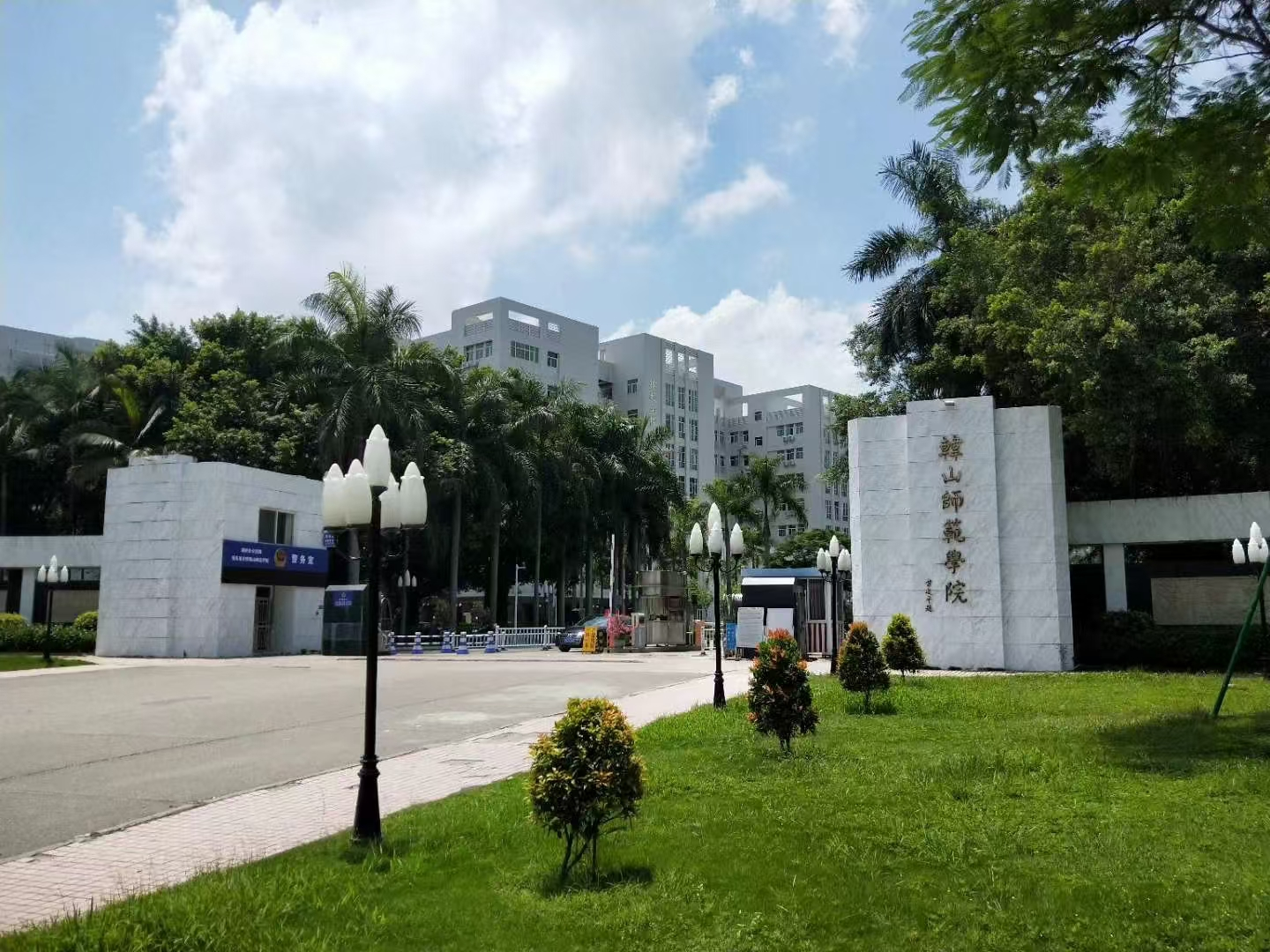
韩山师范学院中区大门

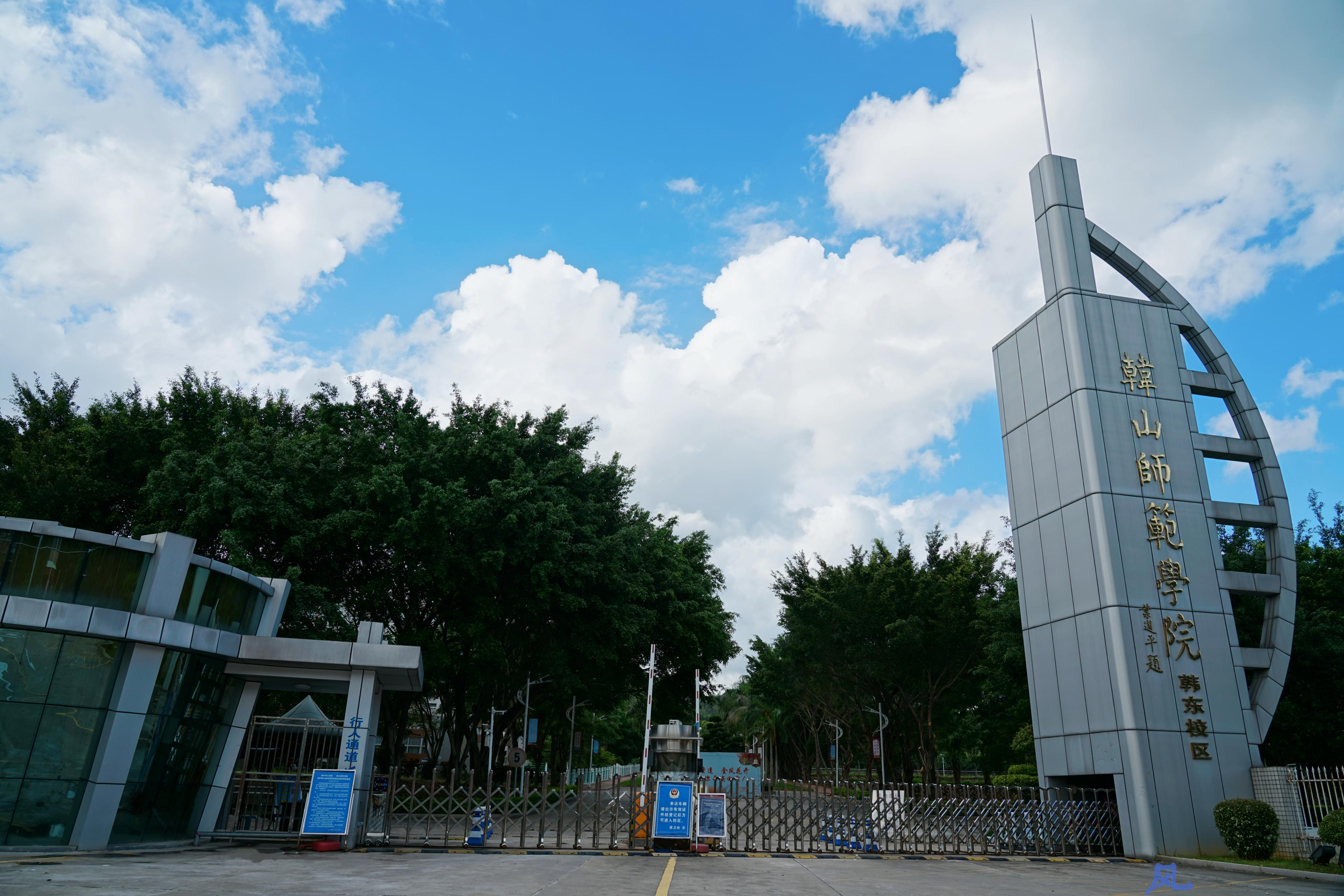
韩山师范学院东区大门

学校位于潮州市湘桥区，校本部位于韩江东岸的桥东街道韓山師範學院社區，邻近韓文公祠，还有韩东校区、潮州师范分院两个分校区，后校本部和韩东校区重新划分为西区、中区、南区和东区。此外还在枫溪区设置一个中专学校——广东省陶瓷职业技术学校。

## 校园文化
- 校徽：校徽整体为圆形结构和对称式图案。金色外圈，湖蓝底色。正方有白色山形图案，山的下方汇聚4道蓝白相间的书形波纹，中置金色韩师西区校门剪影，下方为韩师的建校时间“1903”年，外环上方中文“韩山师范学院”为国学大师饶宗颐教授的墨宝，外环下方为韩师英文“HANSHAN NORMAL UNIVERSITY”。
- 校训：勤教力学，为人师表
- 校歌：韩山师范学院校歌为《韩师校歌》，原由王显诏先生作词、谱曲，后因时局变迁停用。1985年校庆时，重新确定校歌。新校歌采用原校歌主旋律，歌词作了修改，赋予时代新内容。[15]

## 学院设置

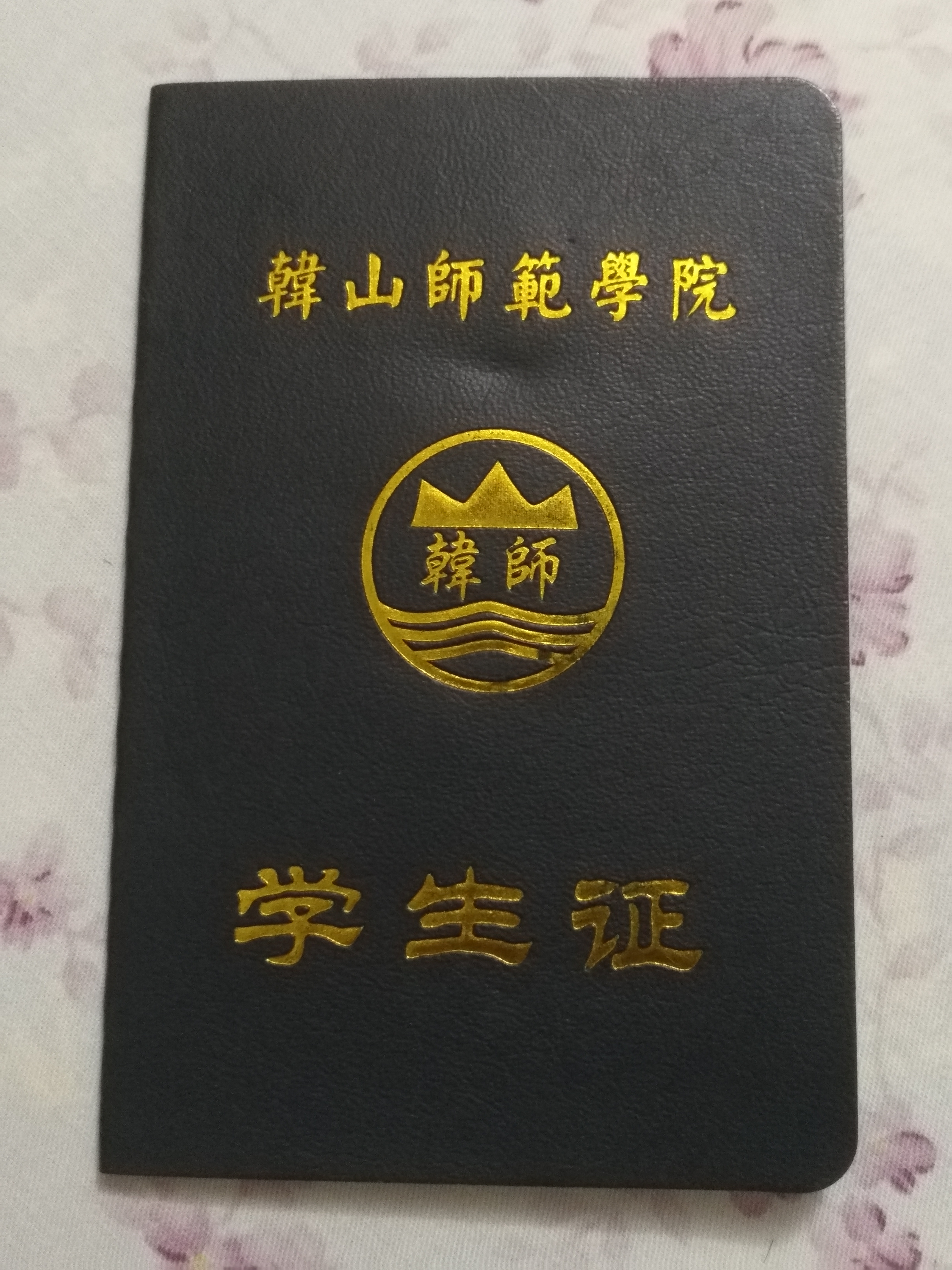
韩山师范学院学生证

截止到2023年4月，韩山师范学院现有20个二级学院，55个本科专业，13个专科专业。其中师范类专业具有一定优势，该校也是广东省人民政府“公费定向培养中小学教师”的高校之一。
- 教育科学学院
- 经济与管理学院
- 文学与新闻传播学院
- 历史文化学院
- 政法学院
- 外国语学院
- 美术学院
- 音乐学院
- 体育学院
- 潮菜学院
- 数学与统计学院
- 材料科学与工程学院
- 物理与电子工程学院
- 化学与环境工程学院
- 计算机与信息工程学院
- 生命科学与食品工程学院
- 地理科学与旅游学院
- 创新创业学院
- 继续教育学院
- 马克思主义学院

## 领导班子
- 党委书记：幸小涛
- 党委副书记、校长：刘海春
- 党委副书记：林广文
- 党委常委、副校长：陈亚林
- 副校长：黄景忠
- 党委常委、副校长：龚善初
- 党委常委、副校长：郑耿忠
- 党委常委、副校长：陈海忠[19]

## 研究机构
- 潮学研究院
- 环境化学应用技术研究所
- 教育研究所
- 资源植物研究所
- 科学思维研究所
- 规划设计研究所
- 数学研究所
- 计算机应用研究所
- 无机化学研究所
- 催化科学和技术研究所
- 材料科学研究所
- 八股文研究所
- 体育文化研究中心

## 交通
潮州粤运公交101、104、105、108、110、112、113、201、203、204、207、602线路有途径韩山师范学院校本部。109、115、205线路则途径潮州师范分院（西荣路）。108线路途径校本部终到韩东校区。